# Championnat de Roumanie de football 1970-1971
Navigation
Saison précédente Saison suivante
La saison 1970-1971 du Championnat de Roumanie de football est la 53e édition de la première division roumaine. Le championnat rassemble les 16 meilleures équipes du pays au sein d'une poule unique, où chaque club rencontre tous ses adversaires deux fois, à domicile et à l'extérieur.
C'est le Dinamo Bucarest, qui termine en tête du championnat et remporte le 6e titre de champion de Roumanie de son histoire.

## Les 16 clubs participants
| - Dinamo Bucarest - SC Bacău anc. Dinamo Bacău - FC Petrolul Ploiești - Steaua Bucarest - CFR Cluj - CFR Timișoara - Promu de Divizia B - Farul Constanța - Universitatea Craiova | - UT Arad - FC Argeș Pitești - Universitatea Cluj - FC Rapid Bucarest - FC Progresul Bucarest - Promu de Divizia B - Steagul Roșu Orașul Brașov - SC Jiul Petroșani - Politehnica Iași |

## Compétition

### Classement
Le classement est établi en utilisant le barème suivant :
- Victoire : 2 points
- Match nul : 1 point
- Défaite, forfait ou abandon : 0 point

| Rang | Équipe                     | Pts | J  | G  | N  | P  | Bp | Bc | Diff |
| ---- | -------------------------- | --- | -- | -- | -- | -- | -- | -- | ---- |
| 1    | Dinamo Bucarest            | 36  | 30 | 13 | 10 | 7  | 49 | 31 | +18  |
| 2    | FC Rapid Bucarest          | 39  | 30 | 12 | 11 | 7  | 35 | 25 | +10  |
| 3    | Steaua Bucarest (C)        | 33  | 30 | 11 | 11 | 8  | 46 | 31 | +15  |
| 4    | UT Arad (T)                | 33  | 30 | 14 | 5  | 11 | 49 | 35 | +14  |
| 5    | Steagul Roșu Orașul Brașov | 33  | 30 | 13 | 7  | 10 | 32 | 29 | +3   |
| 6    | Universitatea Craiova      | 32  | 30 | 12 | 8  | 10 | 29 | 32 | -3   |
| 7    | Petrolul Ploiești          | 31  | 30 | 10 | 11 | 9  | 33 | 35 | -2   |
| 8    | Politehnica Iași           | 30  | 30 | 13 | 4  | 13 | 50 | 41 | +9   |
| 9    | FC Argeș Pitești           | 30  | 30 | 11 | 8  | 11 | 41 | 44 | -3   |
| 10   | SC Bacău                   | 30  | 30 | 13 | 4  | 13 | 37 | 41 | -4   |
| 11   | Farul Constanța            | 30  | 30 | 11 | 8  | 11 | 39 | 45 | -6   |
| 12   | Universitatea Cluj         | 29  | 30 | 10 | 9  | 11 | 36 | 35 | +1   |
| 13   | SC Jiul Petroșani          | 28  | 30 | 12 | 4  | 14 | 28 | 35 | -7   |
| 14   | CFR Cluj                   | 26  | 30 | 9  | 8  | 13 | 37 | 52 | -15  |
| 15   | Progresul Bucarest (P)     | 25  | 30 | 8  | 9  | 13 | 34 | 39 | -5   |
| 16   | CFR Timișoara (P)          | 19  | 30 | 7  | 5  | 18 | 21 | 46 | -25  |

|  | Qualifié pour la Coupe des clubs champions 1971-1972 |
|  | Qualifié pour la Coupe des Coupes 1971-1972          |
|  | Qualifié pour la Coupe UEFA 1971-1972                |
|  | Relégation en Divizia B                              |

## Bilan de la saison
| Tableau d'Honneur                   |                 |
| Compétition                         | Vainqueur       |
| Championnat de Roumanie de football | Dinamo Bucarest |
| Coupe de Roumanie de football       | Steaua Bucarest |

| Qualifications européennes          |                           |
| Compétition                         | Qualifié                  |
| Coupe des clubs champions 1971-1972 | Dinamo Bucarest           |
| Coupe des Coupes 1971-1972          | Steaua Bucarest           |
| Coupe UEFA 1971-1972                | FC Rapid Bucarest UT Arad |

| Promotions et relégations |                                     |
| Promus en Divizia A       | Crișul Oradea ASA Târgu Mureș       |
| Relégués en Divizia B     | FC Progresul Bucarest CFR Timișoara |